# 蒙古国
蒙古國（發音：[mɔŋɢəɮ ʊɮs]），簡稱蒙古，是東亞的單一半總統制共和國，與俄羅斯聯邦和中華人民共和國接壤，是內陸國家，首都及最大城市為烏蘭巴托。蒙古國行政區劃分為21個省和1個直轄市首都烏蘭巴托，領土面積為1,564,116平方公里。蒙古國是世界上國土面積第19大的國家，也是僅次於哈薩克斯坦的世界第二大內陸國家，人口约360萬（2024年），是世界上人口密度最低的主權國家。蒙古國可耕地較少，大部分國土被草原覆蓋，北部和西部多山脈，南部是戈壁沙漠，30％的人口從事游牧或半游牧。蒙古國的主要宗教為藏傳佛教，主要民族為蒙古族，亦有哈萨克等少數民族分佈於西部，人均國內生產總值接近6,000美元（2023年）。蒙古於1997年加入世界貿易組織，並持續尋求在地區經濟和貿易的參與機會。
當前蒙古國的國土是古代匈奴、鮮卑、柔然、突厥、黠嘎斯、回鹘、契丹等，多個游牧民族生活和建國的地區。1206年成吉思汗建立了蒙古帝國，1271年他的孫子忽必烈建立元朝，元朝滅亡後蒙古人退回蒙古草原，但經常在邊境與明朝發生衝突。16到17世紀起蒙古開始受到藏傳佛教影響，17世紀末時蒙古全境被納入清朝統治範圍，1911年清王朝崩潰後外蒙古宣布獨立為大蒙古国，但此時蒙古尚缺乏其他國家的外交承認。1921年人民革命在紅軍支援下成功，1924年建立奉行社會主義的蒙古人民共和國，成為蘇聯東方陣營內的衛星國，直至1945年中華民國确认蒙古獨立，其主權國家地位才被國際社會公認。1989年東歐劇變後，蒙古亦在1990年初發生了民主革命，而后于1992年頒布了一個實行多黨制的新憲法，並開始向市場經濟過渡。

## 历史

### 古代史

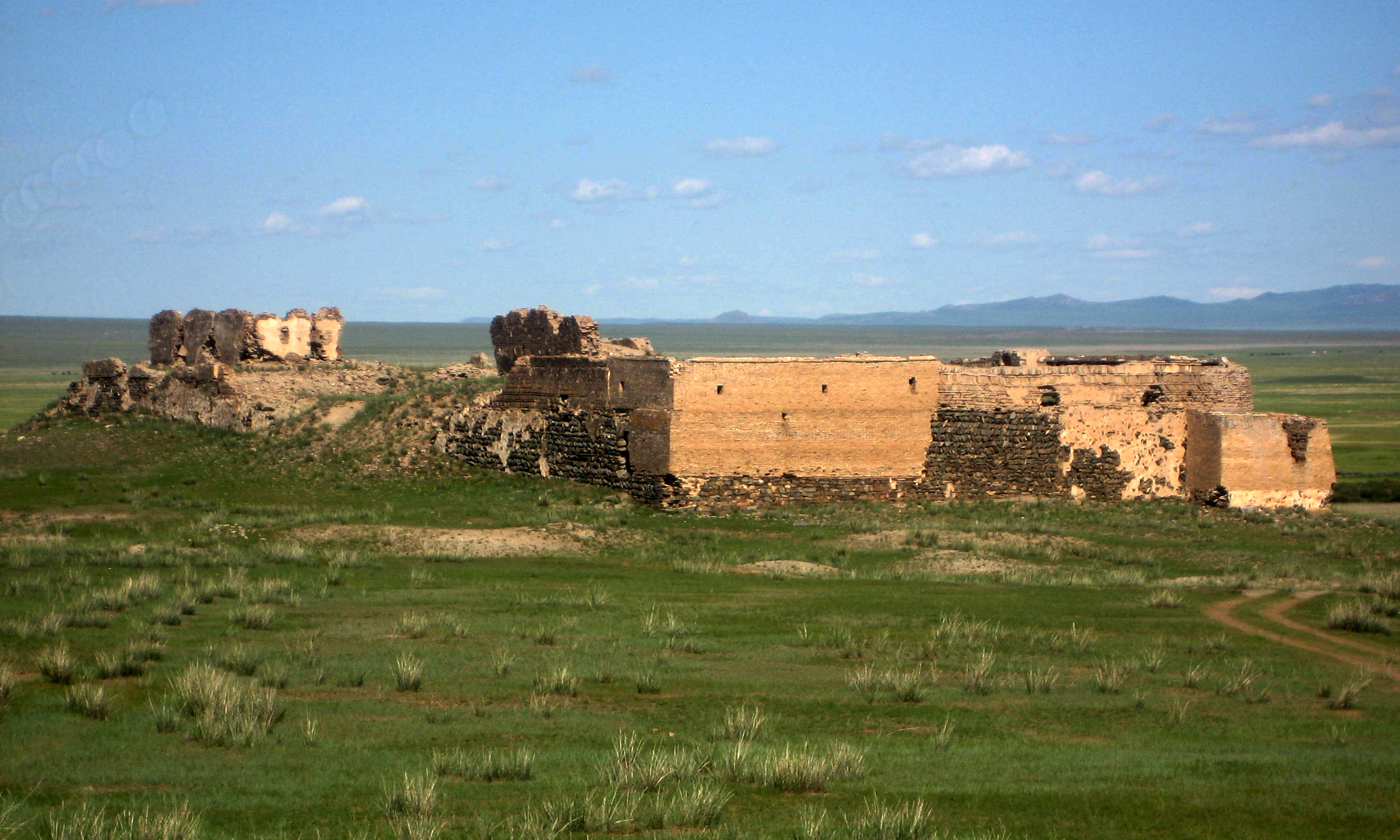
位於蒙古北部的城堡，建於1601年

蒙古高原是古代众多游牧民族的发扬地，先后出现了匈奴、鲜卑、柔然、突厥和回鹘等游牧民族，10世纪，契丹人建立的辽朝也在草原留下了众多遗迹。
蒙古族的族源尚存争议，学术界主流的看法是源出东胡族系。13世纪初，铁木真统一蒙古各部，之后其子孙们透过战争扩张建立了一个版圖庞大的蒙古帝國。帝國分崩离析之后，在蒙古高原以外的蒙古人逐渐同化入当地民族。元朝灭亡后，草原地区陷入混战局面。1634年，蒙古末代大汗林丹汗病故，漠北的喀尔喀三汗自立。
清准战争时期，喀尔喀蒙古经多倫諾爾會盟归附清朝成为藩部，后于漠北（外）蒙古设烏里雅蘇臺將軍。东面临近黑龙江将军辖地，西端至阿爾泰山连接新疆，南边到达翰海与漠南蒙古（内蒙古）相连，北面与俄罗斯接壤。漠北蒙古有四部：土謝圖汗部（20旗）、車臣汗部（23旗）、札薩克圖汗部（19旗）、賽音諾顏部（24旗）。

### 现代史

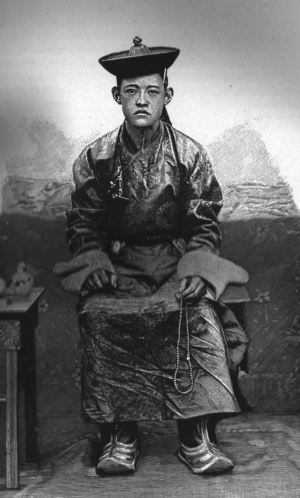
第八世哲布尊丹巴呼圖克圖

1911年12月，博克多汗登基称帝，宣告外蒙古獨立，成立「大蒙古國」。1912年中華民國建立，1915年中俄签订《中俄蒙協約》，外蒙古实行自治。1919年中华民国出兵外蒙古，同年废除外蒙古自治。
1921年在苏俄的支持下，外蒙古再次獨立，蒙古上层王公与蒙古人民党共同组建“蒙古人民革命政府”。
1924年，外蒙古废除君主立宪制，成立“蒙古人民共和國”，是世界上第二个社会主义国家。当时除了苏联外，世界上主要国家均未承认外蒙古独立。蒙古人民革命党在蘇聯影響下，在蒙古推广斯大林模式，采取消灭宗教，牧业集体化等方式改造社会，同时成立了「文字改革委員會」，廢除傳統蒙文，改為与俄语相同的西里爾字母並普及教育，但也使得蒙古人民共和国成为事实上的依附于苏联的卫星国。
1929年起，先后没收封建王公及部分封建主的财产，使牧民阶级摆脱了对封建主的经济依赖。1932年蒙古出現反抗蒙古人民革命黨的行動後，蒙古當局開始進行思想清洗。進行大镇压，沒收佛教寺院的財產，摧毀廟宇，中高級喇嘛則送入勞改營或屠殺光，毀滅了蒙古藏傳佛教。從1933至1953年，據蘇聯統計有3萬6千蒙古國人死亡或失蹤（當時的外蒙古只有73萬人口）。 到30年代末，完成了摧毁封建主阶级的经济和基础排除外来资本的任务，并于1939年8月取得哈拉哈河战役的胜利，彻底击败日军的侵略。
1937年7月，蘇聯處死蒙古國總理博勒吉德·根登；1939年3月，繼任者阿南德·阿瑪爾再遭處死，由蘇聯指派的霍爾洛·喬巴山擔任國家領導。1945年8月10日，蒙古向日本宣战，乔巴山率蒙古人民军与苏军配合，出兵中国东北，击败日本关东军。

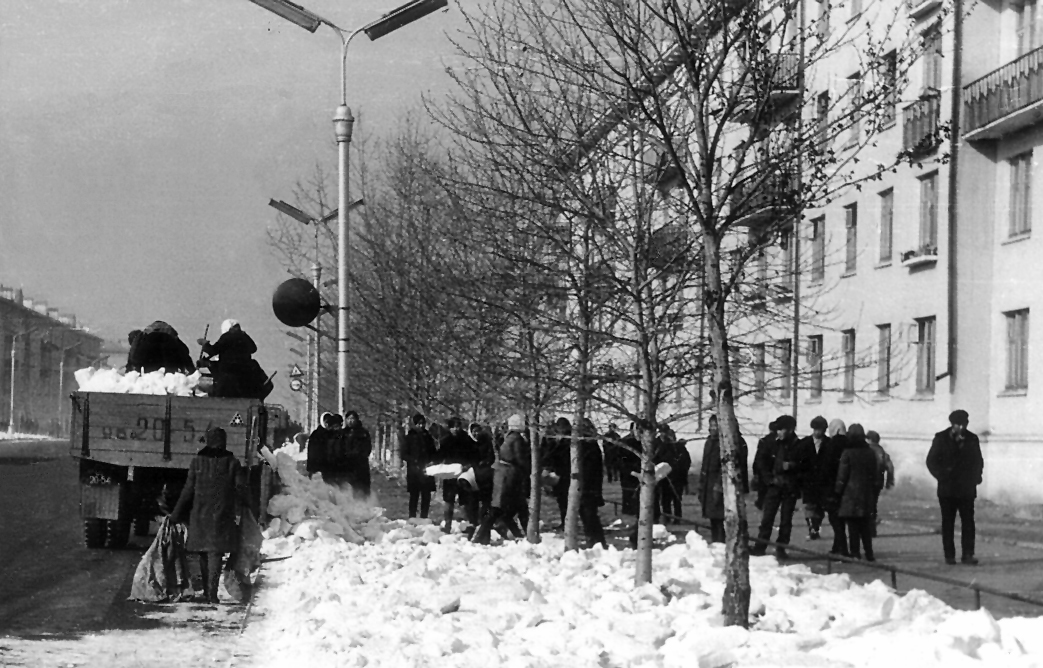
1970年代的乌兰巴托

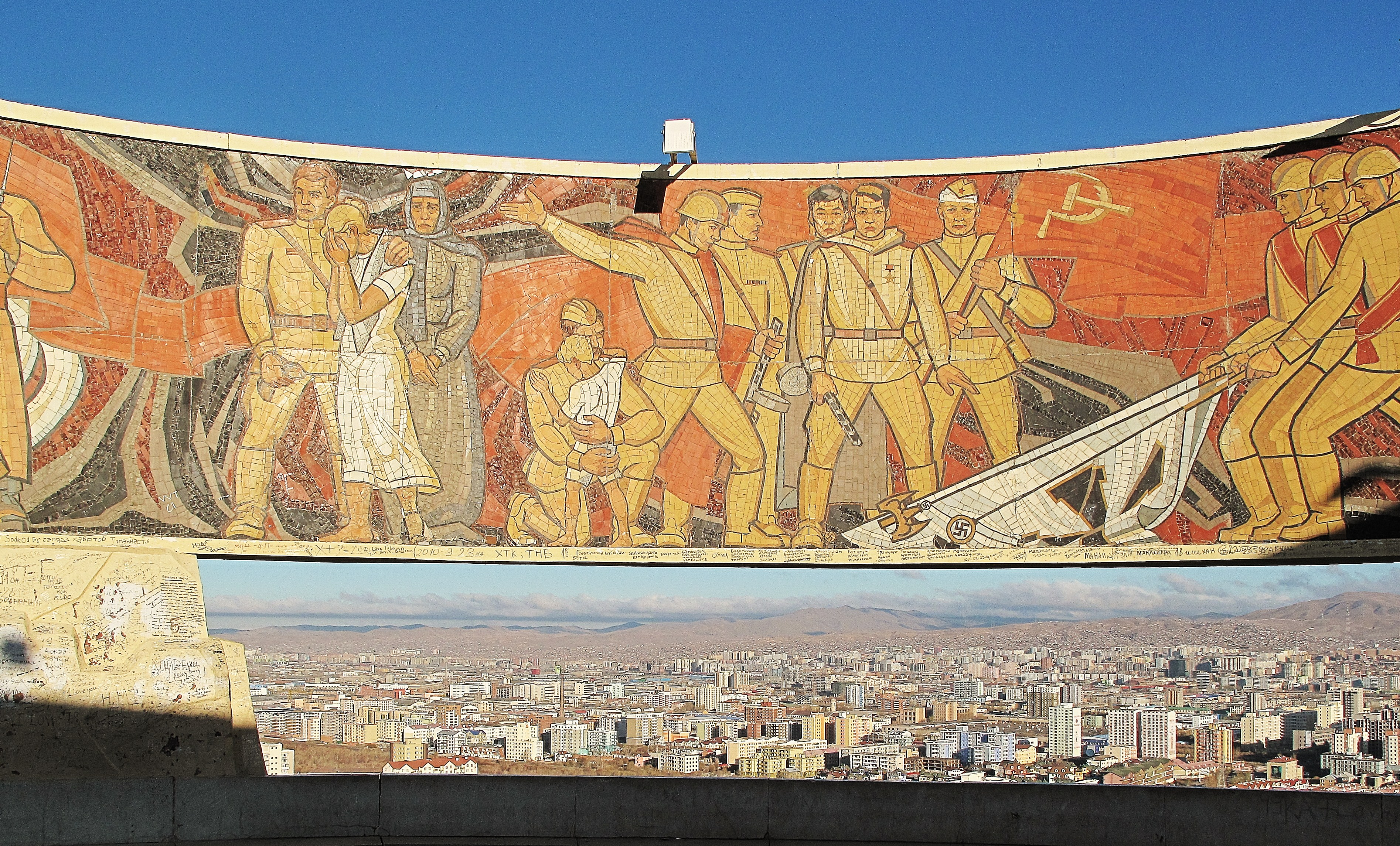
苏蒙友谊时期修建的宰桑纪念碑

1945年8月14日，中國國民政府代表宋子文等人在蒋中正的授权下与苏联签订《中苏友好同盟条约》，中国政府声明“日本战败之后，如外蒙古的公民投票证实这种独立愿望，中国政府当承认外蒙古的独立，并以现在的边界作为国界。”同年10月20日，外蒙古独立公投结果公布，97.8%的公民赞成外蒙古独立。1946年1月5日，中华民国政府正式承认外蒙古独立。
中华人民共和国在1949年10月16日和蒙古人民共和国建交，确认了外蒙古獨立。
1952年霍爾洛·喬巴山去世后，尤睦佳·泽登巴尔长期担任蒙古人民革命党中央委员会总书记（最高领导人）。中苏交恶后，蒙古驻扎苏军，成为双方对峙的一线。
1953年，播遷到台湾的中华民国政府以苏联并未做到“不援助中共”等条件认为苏联违约在先，故废除《中苏友好条约》，不承认外蒙古独立。1961年蒙古人民共和國加入联合国，中华民国代表在美國和蘇聯壓力下，以缺席的方式放弃使用否决權。
冷战时期，蒙古追随苏联，加入经济互助委员会，蒙古各级领导人也都由留学苏联的毕业生担任。从1960年代起，蒙古由单一的畜牧业国逐渐变成拥有矿业、动力、燃料等工业体系的现代工业国，工业产值由由1940年的12.77%上升到1980年的42.5%。城市人口比重从1956年的21%上升到1989年的55.7%。

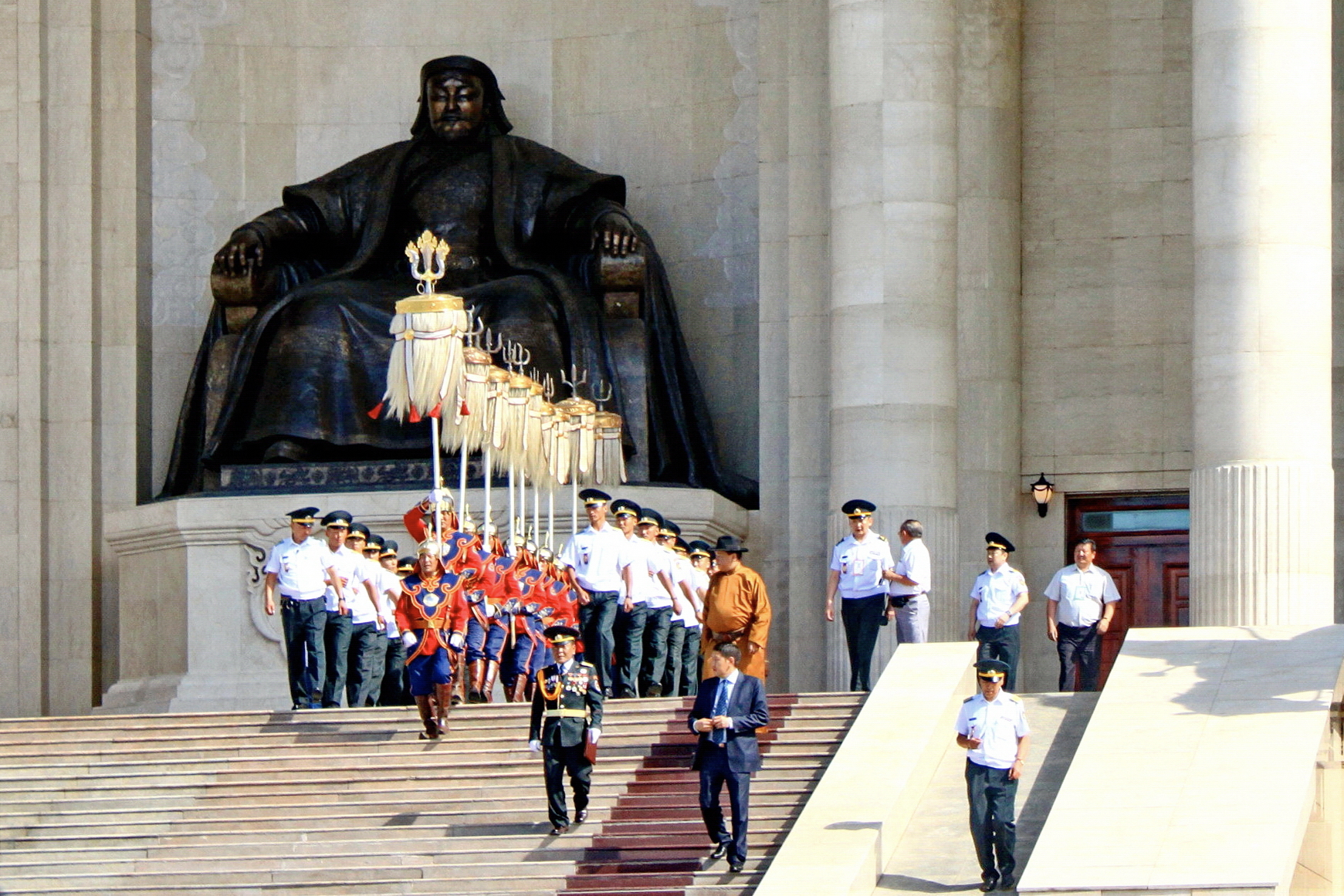
现代蒙古国仪仗队在那达慕国庆节表演

1990年1月12日，首都烏蘭巴托爆發示威，最終演變成民主化革命，迫使蒙古当局进行政治改革。
1992年2月12日，蒙古人民共和国改国名为“蒙古国”，通過蒙古国宪法，并更改国旗国徽，宣布放弃社会主义，实行多党制。
1990年代经历了一系列经济危机和私有化改革，21世纪后在矿产品带动下保持了较高的经济增长。对外奉行“第三邻国”政策，积极参与欧安组织、上海合作组织等国际组织，发展多边外交。
2012年5月21日，中華民國大陆委员会以新聞稿形式重申其承認蒙古國為一獨立國家。

## 政治
1990年代初，由人民代表大会制度采用议会制，由各地選出議員，組成議會。
国家大呼拉爾（国會）是国家最高权力机关，实行一院制，行使立法权。国家大呼拉尔设主席、副主席，任期四年，选举产生。自1992年《蒙古国宪法》实施以来，国家大呼拉尔共实施过六次大选。现任主席为赞达呼·恩赫包勒德。:108-109
蒙古国总统为国家元首和武装力量最高统帅，任期六年，不可连任，由直接选举选出。现任总统为烏赫那·呼日勒蘇赫。:111
蒙古國政府為國家最高行政機關，由一名總理和若干名成員組成。總理由國家大呼拉爾直接任命，成員根據總理提名後國家大呼拉爾商討任命。每屆政府任期為四年，現任總理為罗布森那木斯莱·奥云额尔登。:113
蒙古國最高法院為國家最高審判機關。國家最高法院大法官從國家最高法院法官中提名，由總統任命，任期為六年。國家總檢察長、副檢察長由總統和大呼拉爾磋商後任命，任期六年。現任國家最高法院大法官為卓裡格，國家總檢察長為達比多加:115-116。
《蒙古国宪法》保证充分的言论自由，宗教自由。
蒙古实行多党制，目前共有16个注册政党。中间偏左的蒙古人民黨与中间偏右的蒙古民主党是最主要政党。

### 军事

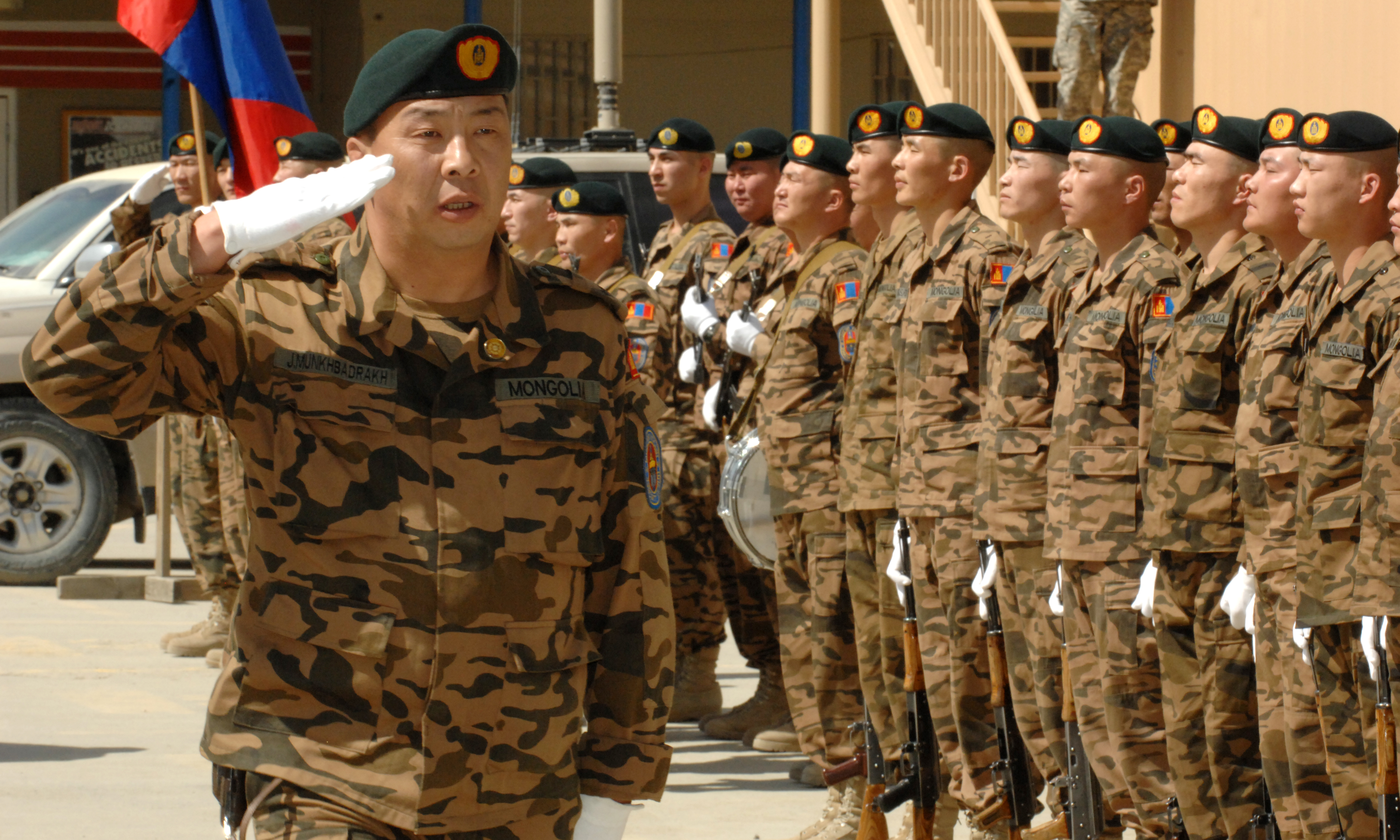
於蒙古建軍節（3月18日）接受檢閱的「蒙古特遣遠征軍」部隊

蒙古国的武裝力量為「蒙古武裝力量」，由「一般軍」、「邊防軍」、「內部安全部隊」所組成。「一般軍」為其正規軍部隊，包括陸軍、「國土防空軍」、建築部隊和民防部隊，其前身為成立於1921年3月18日的「蒙古人民義勇軍」（後改名為「蒙古人民军」）:47。冷戰結束後，蒙古無論是政治還是國防政策都發生重大變化，1992年通過的新憲法規定總統為武裝力量最高統帥，透過國防部長會議對軍隊進行指揮。
1996年蒙古议会通过的政府《施政纲领》明确规定，将建立一支精干的职业军队，强化边防军，在国防政策中优先运用政治－外交手段。实行义务兵役制，1998年起增加替代、契約兵役和抵偿服役制。1992年起服役期改为一年。目前，现役常备兵力约91,500名，储备兵力约137,000人。武装力量基本建制改为旅级单位。
在2003年，蒙古支持伊拉克战争，并派出数个由103至180名士兵组成的特遣队到伊拉克。约130名士兵目前部署在阿富汗。在联合国授权下200名蒙古士兵部署在塞拉利昂，以保护联合国獅子山特别法庭。2009年7月，蒙古决定向乍得派遣一个营，以支持联合国中非共和国和乍得特派团。

## 地理

### 位置范围
蒙古国地处亚洲中部，北达萨彦岭，南至宝日陶勒盖鸣沙山，西达玛尼特山，东至毛德泰哈木尔。南北两端相距1259公里，东西两端相距2368公里，边界长度8161.9公里，:1是世界第二大內陸國，仅次于哈萨克斯坦。（也就是说苏联解体前蒙古是世界第一大内陆国。）

### 地貌
大部分地區為山地或高原，平均海拔1580米:1。西部為山地，阿爾泰山自西北向東南蜿蜒。東部為地勢平緩的高地；南部是佔國土面積1/3的戈壁地區。位於中蒙邊界上的輝騰山（友誼峰）海拔4374米，為全國最高峰。東部平原的呼和湖盆地海拔532米，為全國陸地最低點。

### 气候
蒙古国远离海洋，属温带干旱半干旱气候，溫差大，夏季短而乾熱，冬季漫长严寒，常有暴風雪，是亞欧大陆“寒潮”（亦稱为“寒流”）的发源地之一。
- 月平均气温：北方1月-35℃、7月18℃，南方1月-10℃、7月26℃。
- 年降水量：戈壁地区20~100毫米，其他地区稍多，个别达200毫米。
- 雪覆盖期：北方150天，南方40~50天。[24]:3

### 水系
蒙古国境内河流总长度为6.7万公里，面积大于0.1平方公里的湖泊有4,000多处，泉水有7,000多处，同时拥有丰富的地下水资源。各河流的年平均径流量为390亿立方米，其中88%为内流。湖泊水资源量达1,800亿立方米，地下水资源量为120亿立方米，水资源分配不均。:4
西部湖泊較多。主要河流為色楞格河、鄂爾渾河、科布多河、克魯倫河、扎布汗河等。最大鹹水湖烏布蘇湖面積3,350平方公里，最大淡水湖庫蘇古爾湖面积2,760平方公里，還有吉爾吉斯湖、哈爾烏蘇湖、阿奇特湖等。

### 自然资源

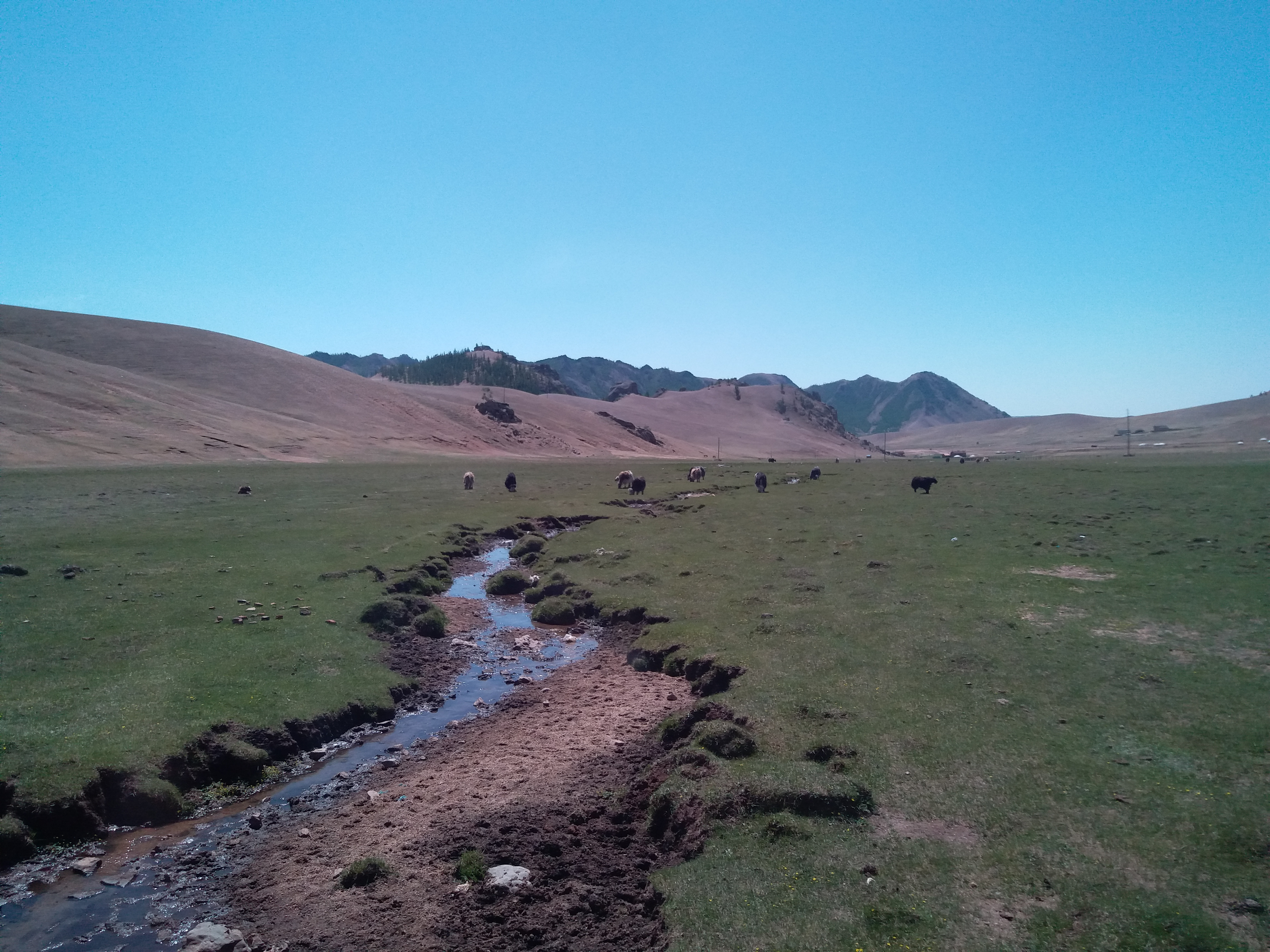

#### 森林资源
蒙古國森林資源豐富，分佈廣泛，約佔領土面積的9%。森林面積為15.3萬平方公里，其中森林覆蓋區為1.9萬平方公里。木材總蓄積量為12.77億立方米。:5
蒙古國植物種類較少，由於幅員遼闊、地形獨特，生長著許多奇特的植物。據統計，蒙古國共有種子植物103個科、596個屬、2251個種；苔蘚植物293個種，地衣植物570個種，菌類218個種，藻類植物574個種。飼料作物中的良種牧草有600多種，其中對牲畜飼養價值很高的有100多種。:6

#### 矿产资源
蒙古国矿产资源丰富，已经探明铜、钼、金、银、铀、铅、铁和煤等80多种矿产、3000多处矿藏地。石油主要分布在南戈壁省和东戈壁省大湖谷地区。目前额尔登特铜钼矿已列入全世界十大铜钼矿之一，储量居亚洲之首(但因過度開採出現沙漠化)。:6

#### 动物资源
据统计，蒙古国具有捕猎价值的将近60多种哺乳动物，50多种鱼类，60多种鸟类。其中有17种珍稀哺乳动物，如麋鹿、戈壁熊、黑尾黄羊、麝、密鼠等。:6

## 行政區劃
蒙古國劃分成1市、21省。行政区划分为省、苏木、巴嘎:11。
| 省 （艾马克）  | 首府         | 面积（km2） | 人口      |
| -------------- | ------------ | ----------- | --------- |
| 乌兰巴托市     | 乌兰巴托     | 4,700       | 1,691,766 |
| 鄂尔浑省       | 額爾登特     | 840         | 109,125   |
| 达尔汗乌拉省   | 达爾汗       | 3,280       | 107,932   |
| 肯特省         | 成吉思市     | 80,300      | 78,959    |
| 库苏古尔省     | 木伦         | 100,600     | 136,633   |
| 科布多省       | 科布多       | 76,100      | 91,071    |
| 乌布苏省       | 乌兰固木     | 69,600      | 83,964    |
| 中央省         | 宗莫德       | 74,000      | 92,038    |
| 色楞格省       | 苏赫巴托尔   | 41,200      | 107,341   |
| 苏赫巴托尔省   | 西乌尔特     | 82,300      | 65,214    |
| 南戈壁省       | 达兰扎达嘎德 | 165,400     | 72,937    |
| 前杭爱省       | 阿爾拜赫雷   | 62,900      | 114,962   |
| 扎布汗省       | 烏里雅蘇臺城 | 82,500      | 71,798    |
| 中戈壁省       | 曼達勒戈壁   | 74,700      | 46,387    |
| 东方省         | 乔巴山       | 123,597     | 83,704    |
| 东戈壁省       | 赛音山达     | 109,472     | 71,129    |
| 戈壁苏木贝尔省 | 乔伊尔       | 5,542       | 18,007    |
| 戈壁阿尔泰省   | 阿爾泰       | 141,448     | 57,098    |
| 布尔干省       | 布爾干       | 48,733      | 61,161    |
| 巴彦洪戈尔省   | 巴彥洪戈爾   | 115,978     | 88,397    |
| 巴彦乌列盖省   | 乌列盖       | 45,705      | 114,776   |
| 后杭爱省       | 車車爾勒格   | 55,314      | 93,149    |

### 主要城市
| 蒙古国最大城市排名 2024年末常住人口 | 蒙古国最大城市排名 2024年末常住人口 | 蒙古国最大城市排名 2024年末常住人口 | 蒙古国最大城市排名 2024年末常住人口 | 蒙古国最大城市排名 2024年末常住人口 | 蒙古国最大城市排名 2024年末常住人口 | 蒙古国最大城市排名 2024年末常住人口 | 蒙古国最大城市排名 2024年末常住人口 | 蒙古国最大城市排名 2024年末常住人口 | 蒙古国最大城市排名 2024年末常住人口 |
|                                     | 排名                                | 名称                                | 盟                                  | 人口                                | 排名                                | 名称                                | 盟                                  | 人口                                |                                     |
| ----------------------------------- | ----------------------------------- | ----------------------------------- | ----------------------------------- | ----------------------------------- | ----------------------------------- | ----------------------------------- | ----------------------------------- | ----------------------------------- | ----------------------------------- |
| 乌兰巴托 额尔登特                   | 1                                   | 乌兰巴托                            | 乌兰巴托市                          | 1,677,872                           | 11                                  | 达兰扎德嘎德                        | 南戈壁省                            | 32,674                              | 达尔汗 乔巴山                       |
| 乌兰巴托 额尔登特                   | 2                                   | 额尔登特                            | 鄂尔浑省                            | 103,127                             | 12                                  | 赛音山达                            | 东戈壁省                            | 28,492                              | 达尔汗 乔巴山                       |
| 乌兰巴托 额尔登特                   | 3                                   | 达尔汗                              | 达尔汗乌拉省                        | 88,767                              | 13                                  | 曼达勒                              | 色楞格省                            | 26,475                              | 达尔汗 乔巴山                       |
| 乌兰巴托 额尔登特                   | 4                                   | 乔巴山                              | 东方省                              | 47,304                              | 14                                  | 西乌尔特                            | 苏赫巴托尔省                        | 24,915                              | 达尔汗 乔巴山                       |
| 乌兰巴托 额尔登特                   | 5                                   | 木伦                                | 库苏古尔省                          | 43,338                              | 15                                  | 成吉思市                            | 肯特省                              | 24,764                              | 达尔汗 乔巴山                       |
| 乌兰巴托 额尔登特                   | 6                                   | 乌列盖                              | 巴彦乌列盖省                        | 42,061                              | 16                                  | 车车尔勒格                          | 后杭爱省                            | 21,649                              | 达尔汗 乔巴山                       |
| 乌兰巴托 额尔登特                   | 7                                   | 阿尔拜赫雷                          | 前杭爱省                            | 37,361                              | 17                                  | 苏赫巴托尔                          | 色楞格省                            | 21,506                              | 达尔汗 乔巴山                       |
| 乌兰巴托 额尔登特                   | 8                                   | 科布多城                            | 科布多省                            | 34,532                              | 18                                  | 阿尔泰                              | 戈壁阿尔泰省                        | 18,880                              | 达尔汗 乔巴山                       |
| 乌兰巴托 额尔登特                   | 9                                   | 乌兰固木                            | 乌布苏省                            | 33,966                              | 19                                  | 扎门乌德                            | 东戈壁省                            | 18,359                              | 达尔汗 乔巴山                       |
| 乌兰巴托 额尔登特                   | 10                                  | 巴彦洪戈尔                          | 巴彦洪戈尔省                        | 33,147                              | 20                                  | 宗莫德                              | 中央省                              | 17,528                              | 达尔汗 乔巴山                       |

## 人口
蒙古国现有人口约360万人（2024年），人口密度将近为2人/每平方公里，人口结构呈现年轻化。2023年时，蒙古国人均寿命约为71岁，其中男性平均壽命約66.6岁，女性平均壽命75岁。:24-25
蒙古國地廣人稀，中央地區人口密集，其他地區人口稀少。蒙古國整體城市化水平較高，2023年时，蒙古國（约170萬人）生活在乌兰巴托；2023年時，烏蘭巴托市的人口约佔全國人口的47%。:25

## 民族
蒙古国从民族构成上是一个以蒙古族为绝对主体的国家。蒙古民族约占蒙古国总人口的97%左右。主要由占人口绝大多数的喀尔喀人所構成，而其他的巴牙惕人及布里亞特人等，可以說得上是蒙古族的民系，講和喀尔喀人不同的蒙古方言。少数民族有哈萨克族等突厥系民族，另外還有中国籍蒙古族的華裔和俄羅斯裔。
| 蒙古国民系                   | 英文           | 人數      | 分布                                 |
| ---------------------------- | -------------- | --------- | ------------------------------------ |
| 喀尔喀人                     | Khalkha        | 2,168,141 | 蒙古国全境。                         |
| 布里亚特人                   | Buryats        | 45,087    | 蒙古国北部各省。                     |
| 杜爾伯特人                   | Dörbet         | 72,403    | 蒙古国西北部各省。                   |
| 巴牙惕人                     | Bayid          | 56,573    | 蒙古国西北部各省。                   |
| 扎哈沁人                     | Zakhchin       | 32,845    | 蒙古国西部各省。                     |
| 達裡岡崖人（又稱達裡甘加人） | Dariganga      | 39,000    | 蒙古國東部蘇赫巴托爾省、東方省。     |
| 達爾扈特人                   | Darkhad        | 22,000    | 蒙古国北部。                         |
| 土尔扈特人（又稱卡爾梅克人） | Torghut/Kalmyk | 256,000   | 蒙古国中部、西部各省。               |
| 明嘎特人                     | Myangad        | 9,000     |                                      |
| 巴爾虎人                     | Barga          | 2,577     |                                      |
| 哈米尼干人                   | Khamnigan      | 537       |                                      |
| 額魯特人                     | Uuld           | 8,000     | 蒙古国西部科布多省、后杭爱省。       |
| 乌梁海人                     | Uriankhai      | 26,654    | 蒙古国西部巴彦乌列盖省、库苏古尔省。 |
| 哈萨克人                     | Kazakh         | 106,000   | 蒙古国西部巴彦乌列盖省。             |
| 图瓦人                       | Tuvinian       | 34,000    | 蒙古国西部科布多省                   |
| 和屯人（又稱霍屯人）         | Khoton         | 11,304    | 蒙古国西部。                         |
| 烏珠穆沁人（又稱烏宗奇人）   | Üzemchin       | 2,577     |                                      |
| 查坦人                       | Tsaatan        | 500       | 蒙古国的库苏古尔省北部。             |

## 语言文字
官方語言為蒙古語。蒙古国政府曾经在1941年2月时推行使用拉丁字母拼写蒙古文，但次月即被取消。后来受苏联的影响，同年5月开始通行以西里爾字母来拼写的蒙古語西里爾字母，一直沿用。:31-32少數蒙古人会讲俄語，但隨著近年俄國經濟不振，不少蒙古青年到韓國打工，新一輩人開始学英語、漢語、日語及韓語。除了官方語言外，另有15%人口說其他蒙古方言，少數民族使用突厥語族语言。最大的少數民族是哈萨克族，多數是克烈與乃蠻部。
另一方面歷史上曾使用過的傳統蒙古字母，現今使用率已經不高。2014年，蒙古国议会通过法律并规定自2014年起所有官方文件统一使用传统蒙古文。2020年3月18日，蒙古國政府通過《蒙古文字國家大綱（三）》，決定從2025年起全面恢復使用傳統蒙古文，國家公務中同時使用西里爾字母蒙古文和傳統蒙古文；新聞出版部門到2024年前必須同時用雙文發佈內容。

## 教育
实行国家普及免费普通教育制。全国有全日制普通教育学校751所，63所专业培训中心。全国共有高校113所。

### 高等教育
高等院校有：蒙古国立大学、蒙古科技大學、蒙古國立教育大學、蒙古國立農業大學、蒙古健康科學大學等。
私立大學有人文大學、蒙古國際大學。
蒙古國文化教育大學，一所由日本大使館支持的日語單科教育大學，便於蒙日交流。
烏蘭巴托大學，蒙古國第一所外國人創辦的私立大學，於1992年由韓國人創建。

## 文化与宗教
当今的蒙古国，全国人口中约53%信仰藏傳佛教，约3%信仰伊斯兰教，2.9%信仰萨满教，2.1%信仰基督宗教，0.4%信仰其他宗教，38.6%没有宗教信仰。
蒙古文化深受藏傳佛教影響。蒙古人原本信仰薩滿教，第一次接觸藏傳佛教是在伐金時，木華黎接見了兩個漢地僧人，介紹他們給成吉思汗，稱他們為告天人，免去僧人的稅役，後來在窩闊台時，闊端到吐蕃，當地薩迦派僧人投降，到忽必烈時，八思巴成為帝師，可汗忽必烈和皇后察必受戒，藏傳佛教流行，但只限於上層貴族，下層民眾仍然信仰薩滿教，元朝喇嘛勢力極大，但元滅亡後，藏傳佛教勢力消退。
16世紀，俺答汗遠征裕固族，中途遇到一群吐蕃商人和藏傳佛教喇嘛，俺答汗提出若對方投降，便可在此传教。后出於軍事需要，他的從孫切盡黃台吉首先接受，俺答汗和三世達賴喇嘛在1578年於仰華寺會面，邀請派人到蒙古傳教，此後藏傳佛教風靡全蒙古，蒙古人唯藏傳佛教喇嘛之言是聽。哲布尊丹巴呼圖克圖令喀爾喀舉部內附，博克多汗日後在俄羅斯挑唆下獨立，可見藏傳佛教的影響力。另一方面，蒙古人也接受了西藏的影響。此後的蒙古文化幾乎完全受西藏文化影響。尤其是第三世哲佛在西藏轉世，而不在蒙古轉世。藏傳佛教成為草原上的無冕之王。在1920年，有1/3男性成为札巴。
哲佛對蒙古人定居有一些影響，蒙古国建国后，他駐鍚的庫倫（今名為烏蘭巴托）成為商人集散地與宗教中心，有經學院，修滿課程，通過考試，由哲佛授予學位。庫倫成為藏傳佛教學術中心，使黃教格外風行，並使喇嘛廟成為一教育機構，日後蒙古國也以此為首都。
但自1932年在蘇聯影響下，蒙古人民革命黨進行文化鬥爭，沒收佛教寺院的財產，摧毀廟宇，喇嘛則送入勞改集中營或殺光，毀滅了蒙古傳統的藏傳佛教。蒙古的藏傳佛教雖然在近現代備受打擊，但近些年以來，藏傳佛教重新在蒙古國內佔據了位置，現在蒙古國的佛教徒人數超過總人口的一半。
另外，蒙古人自古以來深受薩滿教許多習俗的影響，接受佛教後仍保留了一些薩滿教風俗。至於其他宗教，蒙古人很早就有某些部落信仰基督教的聶斯托留派了，後來基督教在蒙古人中起起伏伏，曾一度消失，而現代蒙古的基督教則是由歐洲傳教士再次傳入的。蒙古的少數民族哈萨克族多信奉伊斯蘭教。

## 外交

### 與中華人民共和國關係
2005年末，以“泛蒙古運動”為名義的團體襲擊了大量華人所開的超級市場和酒店。泛蒙古運動等極右團體主張排斥中國或韓國，而蒙古國內廣泛存在支持此主張的民眾。例如，當極右團體發現街頭的廣告或招牌上並列使用漢字與蒙文時，他們會要求店主取締，甚至破壞其店面。因此，在首都烏蘭巴托，漢字已幾乎消失（連日本商店的漢字也改為使用假名或英文），而華人店主則為了免受襲擊而將招牌改為蒙文與英文並列。然而，現在蒙古產出的礦物半數以上輸出中國。同時，蒙古最富盛名的特產羊絨原毛也大量輸出中國。蒙古已成為中國製造業重要的原料供給基地。但蒙古經濟受到的中国的巨大影響，造成了不少蒙古民眾认为中國是蒙古的諸惡之源。
近年蒙古極右派勢力的反華、反華運動迅速蔓延。因「與中國男人同寢」的理由，不少蒙古女性被剃光頭，中國人或與中國有關係者被蒙古人屠殺的事件頻發。烏蘭巴托市內的新民粹主義者四處書寫「射殺中國人」的標語。其中代表性的極右團體「藍色蒙古」（音譯為「福福蒙古」）成員有數千人，在人口300萬的蒙古比例相當可觀。蒙古指定3個團體屬於極右團體，這些極右團體宣揚第一敵人乃中國，並抵制外國在經濟、文化等各方面的影響。中國的礦山開發及建設事業方面的影響力增加，專家指謫是蒙古排外主義增強的一因。蒙古科學學院國際研究所的肖爾夫·德爾指謫「來蒙古的外國人中，主要針對中國人的違法行為的自警團的活動，在全蒙古更可能得到支持。這才是真正的威脅。」
美國國務院從2010年春以來，得出蒙古“針對外國人士的排外主義的襲擊事件有所增加”的情報。同時，美國國務院網頁呼籲注意“因蒙古民粹主義團體對包含亞裔美國人中的華人及韓國人存在同樣的誤解，對其發起的突然襲擊有所增多”。
2014年，中共中央總書記兼中國國家主席習近平到訪蒙古國時中蒙戰略夥伴關係提升為中蒙全面戰略夥伴關係。

### 對中華民國關係
1913年，中華民國北洋政府設立內務部蒙藏事務院。
1928年7月11日，中華民國國民政府設立蒙藏委員會，隸屬行政院。
1946年1月5日，中華民國國民政府表示接受公投結果，承認外蒙古獨立。
1953年，中華民國政府鑑於蘇聯違約以軍事援助中共，在廢除中蘇友好同盟條約後，撤銷了對外蒙古獨立的承認。
1993年，民進黨籍立委向司法院就領土定義聲請釋憲，認為中華民國對外蒙古的主權聲索無視於國際法中「對國家承認是無條件且不得撤銷」之慣例，不過是「囈人夢語」，實不足採。而司法院作出的回覆則為領土問題為政治議題，非司法院所能解釋。1998年後，中华民国内政部已不再發行包含外蒙古的中華民國全圖。
2002年，中华民国再次承认蒙古国，並以法律形式完整標示，同年9月1日在烏蘭巴托設立「駐烏蘭巴托臺北貿易經濟代表處」。
2003年2月14日，蒙古在臺灣臺北市設立「駐台北烏蘭巴托貿易經濟代表處」。
2012年5月21日，行政院大陸委員會發新聞稿表示「民國35年我國憲法制定公布時，蒙古（俗稱外蒙古）獨立已為我政府所承認，因此，當時蒙古已非我國憲法第4條所稱的『固有之疆域』。」否定外蒙古（蒙古国）為中華民國領土。完全承認蒙古的獨立。
2017年9月15日，中華民國裁撤蒙藏委員會，原業務交由文化部、外交部與行政院大陸委員會承接。文化部在蒙藏委員會原址成立蒙藏文化中心；與蒙古國往來交流的業務改由外交部執行。

### 對朝鲜半岛關係
造訪蒙古的韓國男性许多是以買春旅行為目的的，在蒙韓國人經營的以賣春為目的的卡拉OK經確認達50間以上。蒙古政府正針對韓國人的買春旅行進行取締措施，並強化取締賣春行為的法規，韓國人經營的賣春卡拉OK的活動正逐漸縮減。但與此同時，逃避取締的騎馬俱樂部及按摩店的賣春活動卻在增加，時常有一出機場就直接前往賣春騎馬俱樂部的目擊報告。在蒙韓國人的不法行為使蒙古反韓情緒持續增強。
蒙古經濟的一個重要分支是來自於出國勞務者的匯款。不含通過地下管道的匯款在內，蒙古GDP的10%以上是來自出國勞務者的匯款。蒙古人最大的外出勞務國是韓國。2007年至今，官方統計有2萬5,000名蒙古人在韓居住。佔蒙古總人口約1%。因全國總人口的半數為20歲以下與60歲以上的年齡層，在韓蒙古人佔了蒙古勞動人口的2%。在韓國勞務的蒙古人約4成具有正規的僱用契約，另外，還有在惡劣條件下勞動、工作中的責罵及對死亡事故不予賠償的情況。這些悲劇性事件都在蒙古的新聞中揭露。同時，韓國的大企業及零細企業亦在蒙古開展事業。據2005年末的統計，除旅行者以外的在蒙古長期滯留的韓國人有2,000人以上。這是同樣在蒙古長居的日本人的7倍以上。泛蒙古運動中的極右團體除中國以外加入韓國為排斥的對象，韓國與蒙古間的緊張關係遂擴大及深化。近年來，韓國經濟與文化的影響增大，使得蒙古人的民族主義情緒尖銳化。
另外，在蒙的韓國暴利集團利用韓流的影響力進行就業欺詐，並假以建設住宅而騙取客戶資金再跑路。輿論調查，韓國人居於蒙古人最嫌惡外國人中的第二位。朝青龍對韓國記者亦爆出「你個泡菜混球！」的發言，而在2014年仁川亞運會男子雛量級拳擊項目中，由於對韓國選手咸相明（함상명）以3-0擊敗蒙古選手奈安巴亞·托格斯特（Нямбаярын Төгсцогт）的結果不滿，他又再次刷推這句話以抗議裁判判罰不公。

### 對俄關係
中蘇分裂時期站在蘇聯一側，其對於包含蒙古鐵路在內的公共設施建設作出了一定的貢獻。與俄羅斯（前蘇聯）的關係較為友好。受俄羅斯及社會主義文化的影響深遠，體現如烏蘭巴托的高層公寓，原型屬俄式的都市公共設施系統，以及對西里爾字母的使用等等。

### 對日關係
在兩國相撲交流日盛的今日與日本維持了友好關係，日本對蒙古提供了高額的政府開發援助，日本的二手車在蒙古頗有人氣。1972年2月24日兩國建立邦交。據2004年11月日本駐蒙大使館實施的民意調查，“對日本有親近感”的回答超過7成，“最感親近的國家”中排第1位。同時，兵庫縣但東町（現豐岡市但東町）與蒙古交流頻繁，町内有日本為數不多的蒙古博物館之一「日本蒙古民族博物館」。2010年4月1日，蒙古對日本國籍者實行免簽入境，可停留30日。
蒙古在日的相撲選手有朝青龍明德、白鵬翔、日馬富士公平、鶴龍力三郎及照之富士春雄五名橫綱，高齢的幕内初優勝達成者旭天鵬勝等眾多大相撲力士湧現，是日本歷代的外國人力士輩出最多的國家。除了相撲之外，像是蒙古籍的職業拳擊手Lakva Sim也在日本打敗畑山隆則成為首位蒙古籍的世界冠軍，之後也在日本的拳擊館活動了一段時間。
蒙古軍方與日本自衛隊互動頻繁，一直在向日本防衛大學派遣留學生及持續參加防衛省主持的各種講座，2004年防衛大學校長曾對蒙古進行官方訪問。
2013年3月30日，日本首相安倍晉三訪問蒙古，是2006年前首相小泉純一郎以來首次的日本首相訪問。
2025年7月6日-13日，日本天皇和皇后德仁夫妇访问蒙古。这是历史上首次天皇访问蒙古，并且长达8天。在欢迎晚宴上，天皇演奏了小提琴。

### 對越南關係
现时的蒙越关系起源于1954年蒙古人民共和国与越南民主共和國建立外交关系，蒙越双方签有友好互助条约。。

## 媒体
据蒙古国官方统计，全国公开发行的报纸约126种、杂志92种、76家广播、150家电视台、30多家网络媒体。主要报刊有《日报》、《世纪新闻报》、《今日报》、《真理报》、《蒙古新闻报》等。
- 蒙古通讯社（简称蒙通社）：创建于1921年，1957年10月改为国家通讯社。现在莫斯科、北京和乌兰乌德派有常驻记者。[30]
- 蒙古之声（旧称乌兰巴托广播电台）：国家广播电台。1934年9月1日首次播音，使用喀尔喀蒙古语。对外用蒙、俄、汉、英、日等5种语言播出。
- 蒙古國家公共電視台：1967年9月27日建台。[30]
- 鷹電視台：蒙美合资私营电视台。1996年4月建台，每天都播放节目，除播放蒙语节目外，主要转播“CNN”节目。

## 经济
蒙古經濟相對落後，人均GDP（2011年）在世界上排名第118。蘇聯解體前，蒙古接受蘇聯大量援助。蘇聯解體後，蒙古工業基礎薄弱、生產技術落後、生態環境破壞、荒漠化嚴重、基礎建設不足等問題浮現。近年来，自2002年起，蒙古的经济持续发展，每年的GDP成长6%左右；2007年GDP成长有9%。与此同时，約36%的國民生活在贫困线以下，失业率和通货膨胀率目前高居不下。近年來隨著礦產的開發，經濟成長快速。2011年經濟成長率達17%，高居世界第一，但随着煤炭价格下跌，经济濒临崩溃。
2017年经济增长率为5.1%。GDP总量为272000亿图，折合111.49亿美元（按2017年平均汇率折算）。2017年底，城镇登记失业人口2.55万人，较2016年底减少9%。

### 对外贸易
2017年，蒙古国与世界163个国家和地区贸易总额为105亿美元，同比增长27.3%。其中，出口总额62亿美元，同比增长26.1%；进口总额43亿美元，同比增长29.1%；贸易顺差19亿美元，同比增长19.7%。
蒙古國最大的貿易夥伴是中華人民共和國。2017年，蒙对华贸易总额67.35亿美元，较上年同期增长35.8%，占蒙同期外贸总额的64.1%。其中，对华出口贸易总额53.07亿美元，较上年增长36.0%；自华进口贸易总额14.28亿美元，较上年同期增加34.6%。
主要出口畜產品，進口機器設備、燃料、工業原料和生活日用品等。蒙古國的石油產品進口80%以上來自俄羅斯。在蒙古投資和幫助蒙古建設的國家多為其周邊國家，包括中國、日本、韓國、俄羅斯等。
在2017年1-12月，蒙古國：
- 煤炭出口3,340万吨，较上年同期增长29.4%，金额22.68亿美元，较上年同期增长130%；
- 铜精粉出口144.72万吨，较上年同期下降7.3%，金额16.13亿美元，较上年同期增加0.3%；
- 铁矿石出口625.78万吨，较上年同期增加2.8%，金额3.13亿美元，较上年同期增加25.4%；
- 原油出口751.42万桶，较上年同期减少6.3%，金额3.74亿美元，较上年同期增加10.9%；
- 锌精矿粉出口11.82万吨，较上年同期减少6.2%，金额1.81亿美元，较上年同期增加24.13%。[57]

### 农牧业

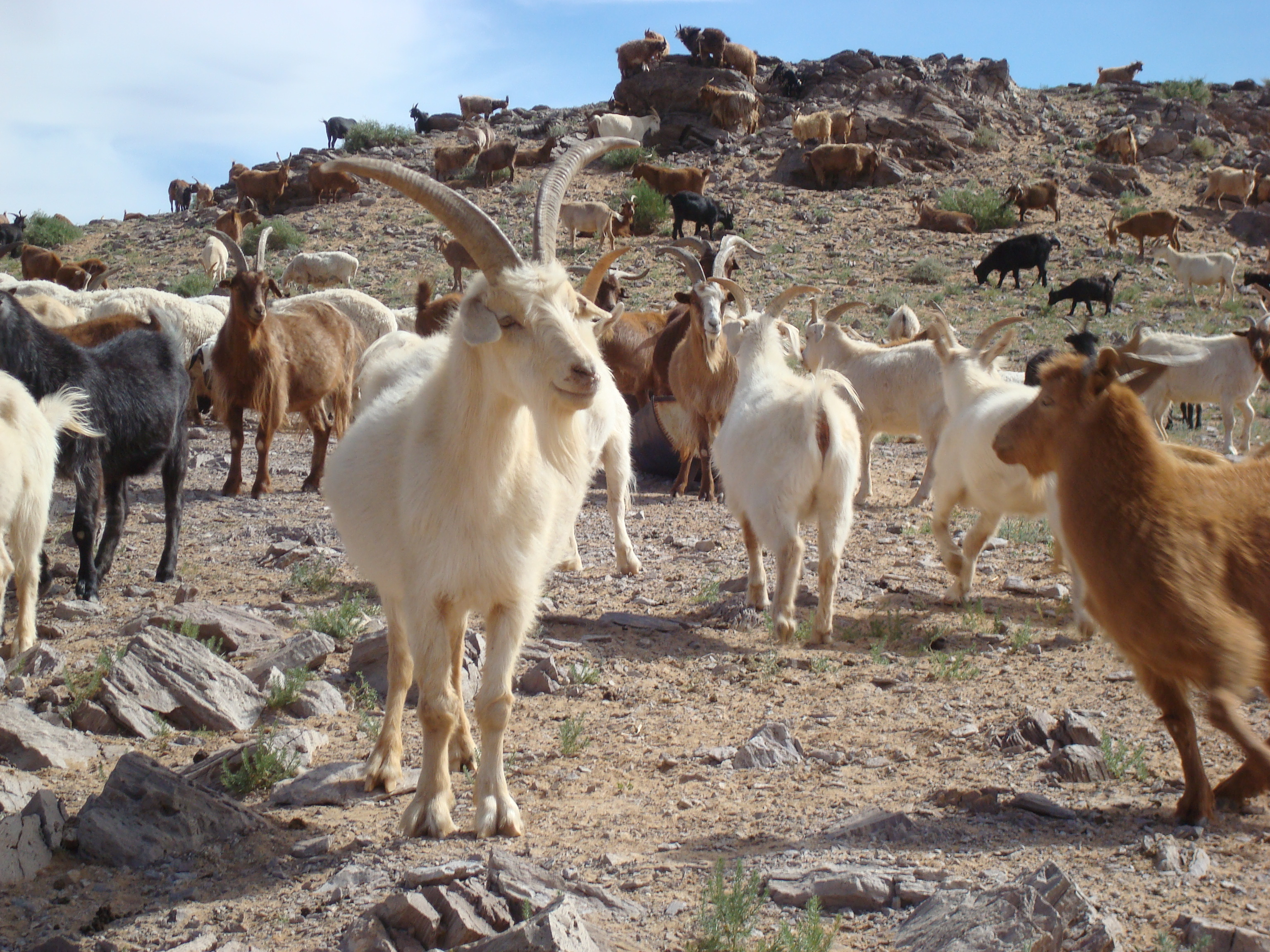
牧羊

畜牧業是蒙古國傳統的經濟部門，國民的基礎產業，約佔國民生產總值的20%。畜牧業隨著經濟體制的改革和私有化、市場化發展，總體呈現較快增長的勢頭，但對於自然災害和疾病侵襲的預防控制能力較弱。蒙古國畜牧業主要養殖駱駝、馬、牛、山羊和綿羊。2017年蒙牲畜数量继续保持增长，达历史新高。截止2017年年底，蒙牲畜存栏量共计约6,620万头，同比增长7.6%。其中，马390万头，占5.9%；牛440万头，占6.6%；骆驼43.41万头，占0.7%；绵羊3,010万头，占45.5%；山羊2,730万头，占41.3%。蒙古是世界第二大羊絨出產國，但因加工設備和技術的落後無法實現高附加值產品效益。2002年成立的蒙古肉製品生產公司是蒙古國最大的肉類加工出口企業。:145-146
农业在蒙古国经济体制改革后呈现逐年下降的趋势，谷物生产由1990年的72万吨，下降到了2005年的7.52万吨。2017年，种植谷物总产量23.81万吨，同比下降50.7%；土豆12.18万吨，同比下降26.3%；蔬菜8.21万吨，同比下降13.1%；饲料作物100.81万吨，同比下降21%。蒙古国农产品产出量无法满足国民需求，只能依靠大量进口。以種植麥類、蔬菜、薯類和飼料作物為主。:148、150
森林覆蓋率為8.2%（2004年12月24日蒙古自然环境部公布）。庫蘇古爾湖盛產魚類。

### 工业
蒙古国工业基础薄弱，结构失衡，以食品、采矿和燃料动力为主，木材加工、電力、紡織、縫紉和採礦業也具一定規模。:151
2017年1-12月，工矿业总产值为129326亿图，较上年同期增长30.3%。其中，制造业总产值为26258亿图，同比增加31.4%；水电暖供应等行业总产值为9207亿图，同比增加7.0%。 
2017年，蒙古建筑业总产值为31306亿图，较上年增加1.5%。其中，住宅建筑产值12349亿图，同比增加13.4%；非住宅建筑（工业、贸易、医院、学校等）产值11120亿图，同比减少12.0%；一般通用建筑（道路、桥梁、公共设施等）产值7000亿图，同比增加2.1%；建筑维修产值837亿图，同比增加80.6%。

### 矿业

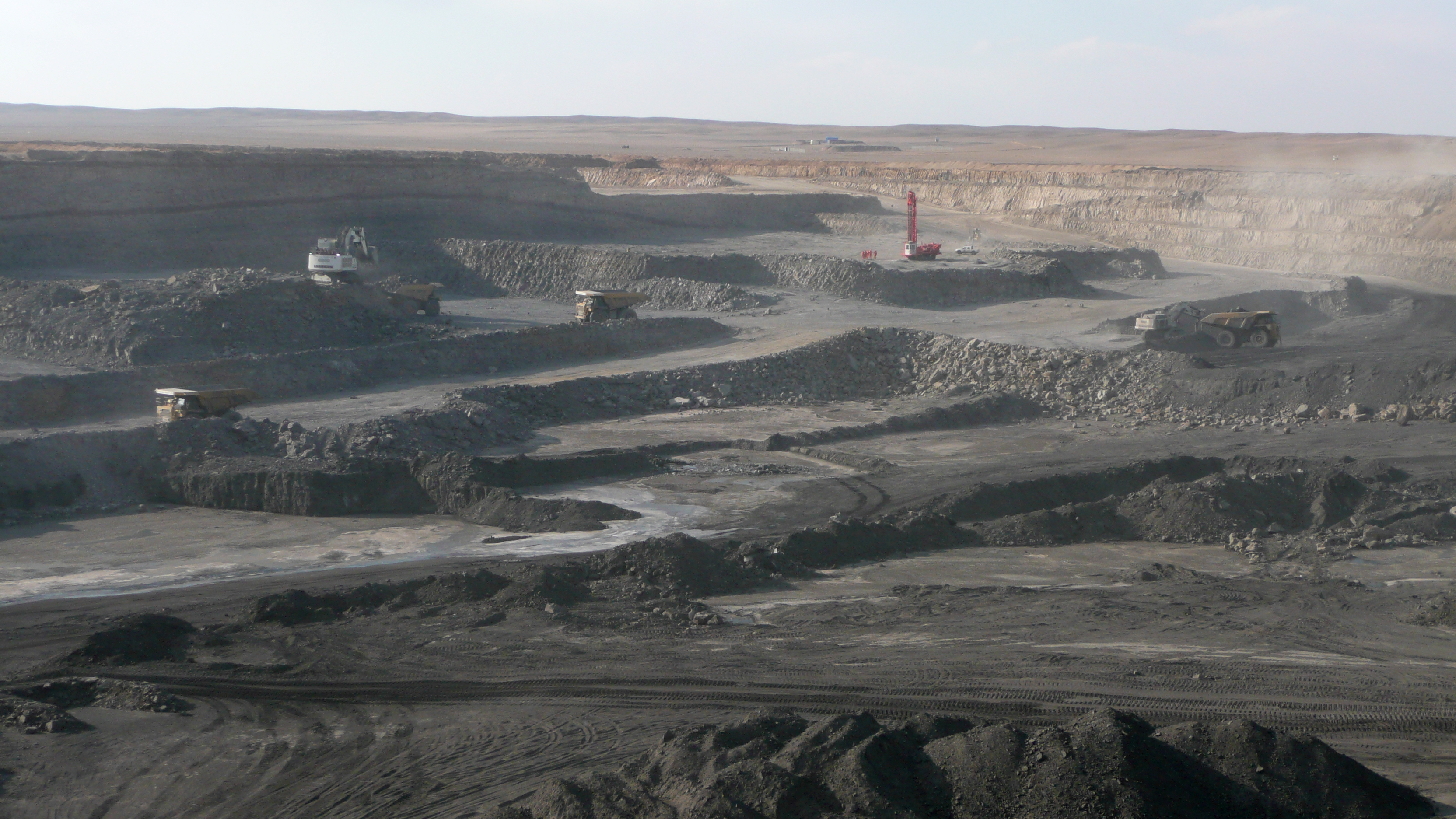
塔温陶勒盖煤矿

礦業是蒙古國經濟體系中的主導產業，同時也是國家財政收入和出口外匯的主要產業。2005年時佔到了蒙古國工業總產值的67.1%，佔出口產品的76.9%。:152蒙古國礦產資源較豐富，煤、螢石、鎢、金、鐵、錫、鈾等蘊藏量較大。銅、鉬礦儲存量居亞洲之首。2017年矿业总产值为93860亿图，同比增长32.8%。

### 财政金融
蒙古银行发行的所有流通货币，包括纸币和硬币两种。货币名称为图格里克，1图格里克等于100蒙戈。蒙戈为辅币，现已停止流通。:164截止2017年12月底，蒙古广义货币供应量（M2）余额为15.8万亿图，较上月增加6.6%，较2016年底增加29.9%。
蒙古国的银行实行二元体制：一是中央银行，二是商业银行。中央银行中的蒙古银行是蒙古国内管理全社会金融活动的最高金融机构，是制定国家货币政策的部门，也是调节全社会货币信贷的机构。:156-157蒙古国主要的商业银行有十几家，分别是：阿诺达银行、高劳木特银行、造司银行等等。:163截止2017年12月底，蒙本币储蓄8.562万亿图，较上月增加8.3%，较上年同期增加47.9%；外币储蓄2.532万亿图，较上月增加0.3%，较上年同期减少9.2%；蒙国内银行贷款余额为13.6万亿图，较上月增长0.9%，较上年同期增长9.6%。其中，逾期贷款达8233亿图，较上月减少7.9%，较上年同期减少9.0%；不良贷款达1.2万亿图，较上月减少0.3%，较上年同期增加9.6%。
截至2017年9月底，蒙古总体债务总额为260.24亿美元，较上年同期增长5.6%。其中，政府（财政）负债62.41亿美元，中央银行负债19.04亿美元，其他金融机构负债23.42亿美元，其他领域负债80.93亿美元，因直接投资发生的公司间债务74.44亿美元。
蒙古国的股票市场于1991年建立，其一级市场较为发达，二级市场不活跃。蒙古国的外汇市场也已经鬆綁開放。:1612017年前12个月，蒙古股票市场总交易量为1.46万亿图，是上年同期的3.2倍；证券交易次数共1.149亿笔，较上年同期增长18.4%。
2017年全年，蒙古财政预算收入（含外来援助）总额7.2万亿图（约29.51亿美元），同比增长24.1%；财政支出（含偿债金额）总额8.9万亿图（约36.48亿美元），同比减少5.4%；财政赤字1.7万亿图（约6.97亿美元），同比减少52.4%。
截止2017年12月底外汇储备30.08亿美元，同比增加132.04%，较上月增加31.3%。
2017年12月，蒙国内居民消费价格指数（CPI）较上月上涨0.5%，较上年同期上涨6.4%

### 旅游业
蒙古国全国有旅游基地、大小宾馆、饭店约700家。从事旅游服务的公司约500家，主要宾馆有乌兰巴托饭店、成吉思汗饭店等，主要旅游点有哈尔和林古都、库苏古尔湖、特列尔吉旅游点、成吉思汗旅游点、南戈壁、东戈壁和阿尔泰狩猎区等。

## 交通

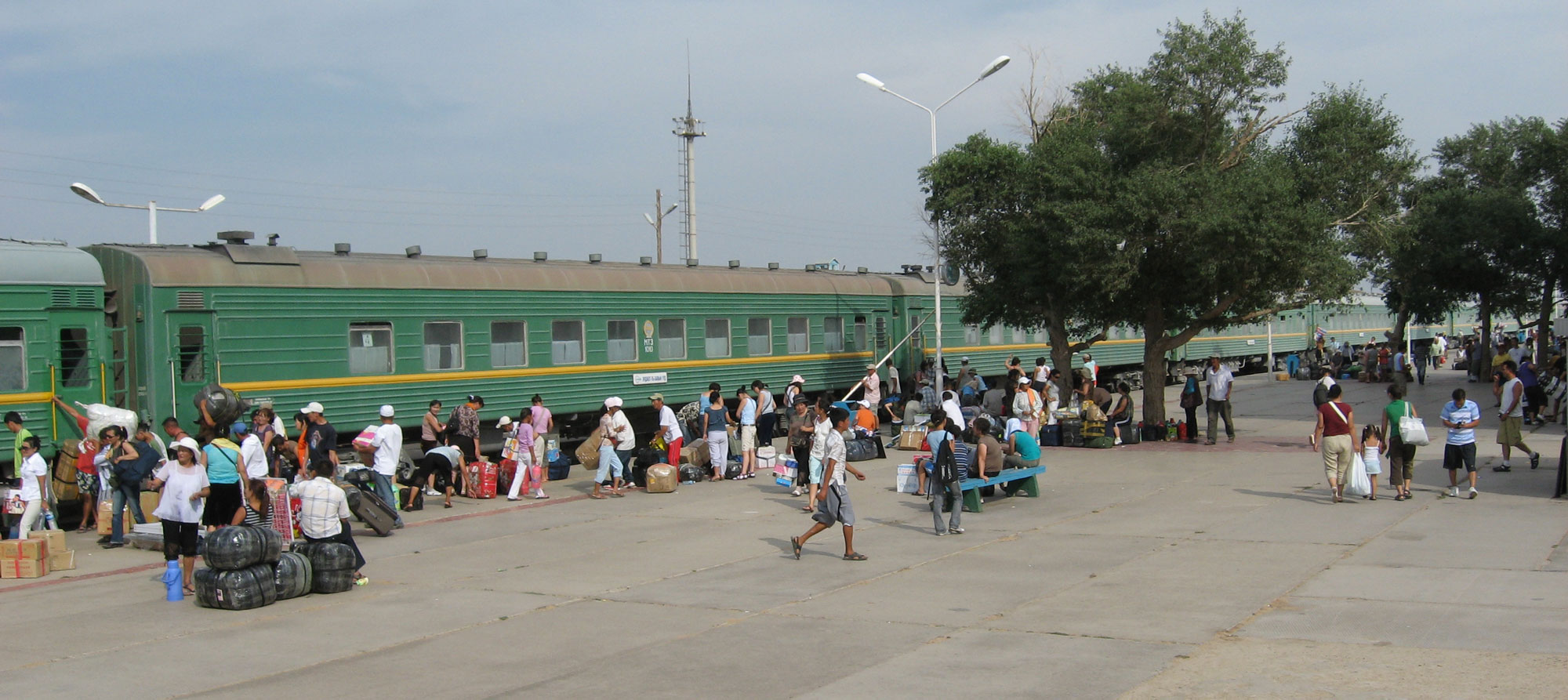
東戈壁省扎門烏德站的列車

蒙古国的交通由公路、铁路、航空和水运组成，以铁路和公路为主。铁路全长1,815公里，公路总长约49,250公里，機場44座，河運航道580公里。2017年，蒙古运输业总收入13,580亿图，同比增长14%；运输货物5,391万吨，同比增加33.5%；运送旅客2.157亿人次旅客，减少18.3%。

### 铁路
蒙古國的鐵路全長1,815公里，擔負著全國貨運量的97%和客運量的32.3%。鐵路運輸在蒙古國經濟中擔負重要任務，其中以遠途運輸佔主要地位。首都烏蘭巴托市是重要的交通樞紐，從烏蘭巴托向北通往俄羅斯的鐵路是主要干線。烏蘭巴托鐵路局是蒙俄合資企業，雙方各佔有相等的股份。:165-1662017年铁路运输收入5,291亿图，同比增加21.1%，运输货物2,270万吨，同比增加13.6%，运送旅客262万人次，同比减少0.8%

### 公路
蒙古国公路网较不发达，公路总长约49,250公里，其中国道、省道9,000公里，硬面公路1,300公里。2001年时，蒙古国提出“千禧之路”的计划，经过十年的努力，修建从东方省到巴彦乌列盖省横贯蒙古国东西的宽道柏油路，设计距离达2,200公里。其中乔伊尔—赛音山达—扎门乌德公路是其重要组成部分，赛音山达公路已经建成:166-167。2017年公路运输收入5,064亿图，同比增长8.5%，运输货物3,121万吨，同比增加53%，运送旅客2.12亿人次，同比减少18.6%

### 航空（空运）
蒙古国空运航线4万公里，机场44座。由于蒙古国人口分布、货运布局很不平衡，以及广阔的领土和稀少的人口，对发展高效益的运输网络有着很大的制约性。蒙古国的航空运输对于远途客运以及对外经济联系和交往起到很大的作用。现已以成吉思汗国际机场为中心，开通了从乌兰巴托至北京、二连浩特、呼和浩特、包头、莫斯科、首尔、东京和法兰克福等地的定期航班。:1672017年航空运输收入3,222亿图，同比增长12.2%，运输货物3,082.6吨，同比减少0.5%，运送旅客82.54万人次，同比增加22.6%

### 航海（水运）
虽然蒙古国是一个内陆国家，但是国内的水运也是其交通运输体系中的重要组成部分。1991年8月26日，中国和蒙古在乌兰巴托签署《关于蒙古通过中国领土出入海洋和过境运输的协定》，指定天津港为蒙古货物通过中国领土出入海洋的港口。近年来水运货运量已经呈现大幅下降的趋势。:167-168
據統計約有四百艘船舶註冊於蒙古国，悬挂其国旗作为方便旗船籍。。

### 城市交通
在城市交通方面，因为人口和私家车数量的增加，以及公共汽车数量的不足，导致乌兰巴托市等地市内交通紧张问题日益突出。:168

## 國家公園
截至2012年5月23日，蒙古國國家大呼拉爾業已公告設立29處國家公園。此外該國尚有「神聖禁區」（相當於嚴格保護區）、「自然保護地」和「紀念地」等類型的國家級特別保護地。

## 体育运动

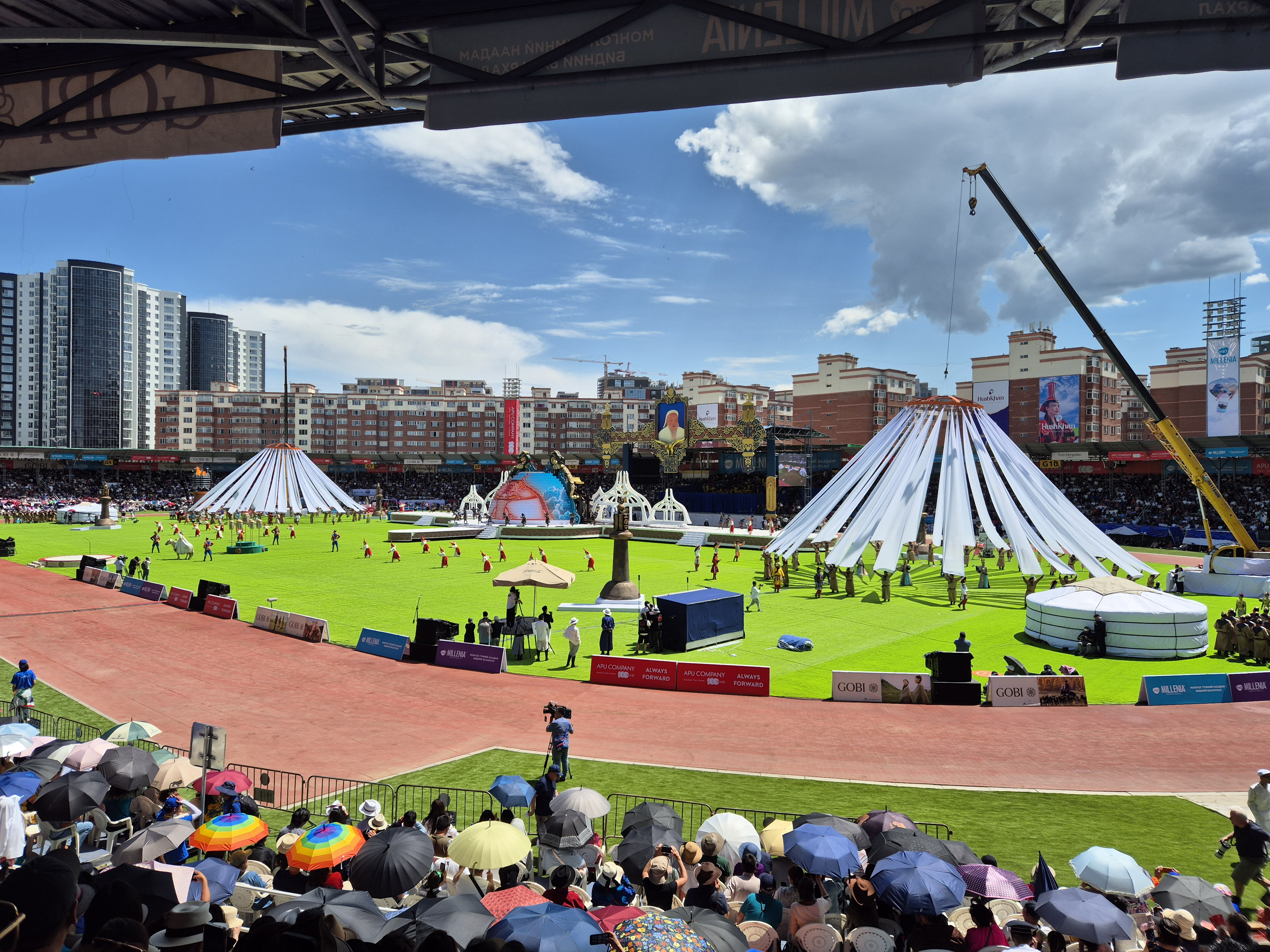
2024年，乌兰巴托国庆伊赫那达慕大会开幕式

蒙古国运动员在自由式摔跤、拳击、射击、自行车等一直保持着较好的成绩。1964年至2012年，奧林匹克運動會蒙古國代表團12次参加奥林匹克夏季运动会，并获得金、银、铜奖牌共24枚:224。蒙古国主要的体育国家队有蒙古國家籃球隊、蒙古國家班迪球隊和蒙古國家足球隊。
那达慕是蒙古族的传统的体育盛会，也是蒙古国国家庆典的组成部分。传统的那达慕大会在蒙古语中被称作“额仁古尔班那达慕”，意为“男子三竞技”，指的是赛马、射箭和摔跤三种比赛:221。
有為數不少的蒙古人活躍於日本的大相撲（職業相撲），從朝青龍明德於2003年3月成為第68代橫綱起，連續四代橫綱皆出生於蒙古國。蒙古國也是日本外國力士中佔最大比例的國家。
2023年更主辦第一屆東亞青年運動會。

## 延伸阅读
[在维基数据编辑]
 《欽定古今圖書集成·方輿彙編·邊裔典·蒙古部》，出自陈梦雷《古今圖書集成》

## 外部連結
- 蒙古国政府官方网站 （页面存档备份，存于）
- 蒙古旅游网站